# کارکس پالسیا
کارکس پالسیا (نام علمی: Carex paleacea) نام یک گونه از سرده جگن است.